# Нокс-Шоу (лунный кратер)
Кратер Нокс-Шоу (лат. Knox-Shaw) — небольшой ударный кратер, расположенный в восточной экваториальной области видимой стороны Луны. Название присвоено в честь английского астронома Харольда Нокс-Шоу (1885—1970) и утверждено Международным астрономическим союзом в 1973 г. 

## Описание кратера

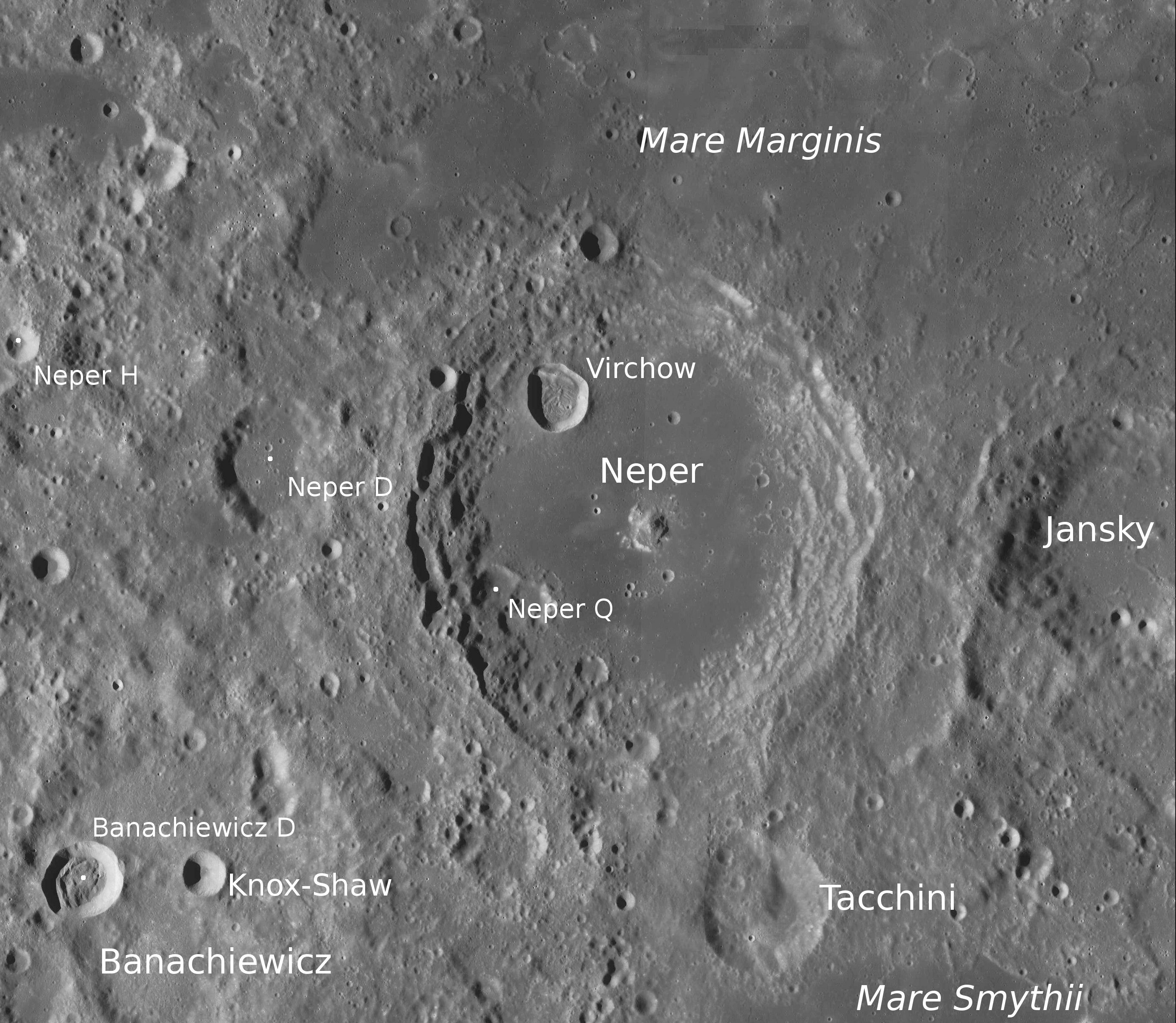
Окрестности кратера Нокс-Шоу. Снимок зонда Lunar Reconnaissance Orbiter.

Кратер Нокс-Шоу расположен в чаше кратера Банахевич. Ближайшими соседями кратера являются кратер Вильдт на северо-западе; кратер Непер на северо-востоке; кратер Такини на востоке и кратер Шуберт на юге. На западе от кратера Нокс-Шоу расположено Море Волн; на юго-востоке – Море Смита. Селенографические координаты кратера 5°22′ с. ш. 80°11′ в. д. / 5,36° с. ш. 80,19° в. д., диаметр 13,4 км, глубина 2,0 км.
Кратер Нокс-Шоу имеет циркулярную чашеобразную форму с небольшим участком плоского дна и практически не затронут разрушением. Вал несколько сглажен, внутренний склон вала широкий, гладкий, с высоким альбедо. Высота вала над окружающей местностью составляет 450 м, объем кратера приблизительно 70 км³. По морфологическим признакам кратер относится к типу BIO (по названию типичного представителя этого класса — кратера Био).
До получения собственного наименования в 1973 г. кратер имел обозначение Банахевич F (в системе обозначений так называемых сателлитных кратеров, расположенных в окрестностях кратера, имеющего собственное наименование).

## Сателлитные кратеры
Отсутствуют.